# Enrique Delpiano
Enrique Delpiano Morel (c. 1869 - c. 1919) fue un periodista y diplomático chileno.

## Vida
Hijo de un inmigrante italiano, don Francesco Dellepiane Pedemonte (que más tarde castellanizaría su nombre a Francisco Delpiano) y de doña Catalina Morel Abello, a los 22 años fue Cónsul General de Chile en Bolivia durante la Guerra Civil de 1891. Era militante del Partido Conservador.
Se casó con doña Elena Gutiérrez Martínez, con quien tuvo 12 hijos (entre ellos, Antonio, padre de la política Adriana Delpiano, y Ramón, padre de la también periodista María Olga Delpiano).
Como periodista, ayudó a Eliodoro Yáñez en la fundación del diario La Nación. Fue el dueño y fundador del diario El Chileno, así como de varios diarios regionales entre los que se contaba El Longitudinal de Coquimbo.

## Legado
- En la comuna de Providencia, una pequeña calle recuerda su nombre.[3]